# Stazione di Modugno Città
Stazione di Modugno Città vasútállomás Olaszországban, Modugno településen.

## Vasútvonalak
Az állomást az alábbi vasútvonalak érintik:
- Bari–Taranto-vasútvonal

## Kapcsolódó állomások
A vasútállomáshoz az alábbi állomások vannak a legközelebb:
- Stazione di Bari Sant'Andrea
- Stazione di Bitetto-Palo del Colle
- Modugno Campagna railway station